# Fratelli della Costa
I Fratelli della Costa furono una associazione di pirati caraibici, formata verso il 1620 dai bucanieri che stanziatisi in villaggi lungo la costa occidentale di Haiti, praticavano razzie ai danni delle navi spagnole che trasportavano merci dalla Nuova Spagna verso la madrepatria.
In seguito alla cacciata dei bucanieri dalla costa Haitiana questi si stabilirono sull'isola di Tortuga facendone la roccaforte per le proprie scorrerie e all'associazione si unirono la maggior parte dei corsari e filibustieri che razziavano nel mar dei Caraibi.
Ciò porterà ad una vera talassocrazia pirata sul mar dei Caraibi durata approssimativamente dal 1660 al 1720, durante la quale dalle loro basi di Tortuga prima, poi Port Royal e infine New Providence, migliaia di razziatori infesteranno quelle acque causando danni enormi al commercio delle potenze coloniali.

## Descrizione
I fratelli della Costa erano una libera associazione di pirati Caraibici spesso forniti di lettere di corsa dai governatori francesi, olandesi e inglesi.
Gli uomini che li formavano erano di diverse nazionalità europee e non: principalmente Ugonotti francesi, olandesi e inglesi, ma anche ex schiavi neri, avventurieri e fuorilegge provenienti da numerose nazioni.
I fratelli della Costa si erano dati proprie leggi e regole che variavano da ciurma a ciurma, non avendo questa alleanza una struttura ben definita. Questi erano i principali punti comuni a tutti:
- All'interno della confraternita ogni uomo era libero e poteva abbandonarla quando avesse voluto.
- I bottini conquistati venivano spartiti tra i membri e feriti e mutilati avevano diritto a risarcimenti in base alla gravità delle ferite subite.
- I capitani venivano eletti democraticamente mediante una votazione a cui partecipava tutta la ciurma.
- Non erano ammesse le donne.